# Hamidiye (1904)
«Гамідіє» був османським крейсером, який брав активну участь під час Балканських воєн і Першої світової війни. Він був замовлений Османським флотом у 1900 році у британської суднобудівної компанії Armstrong Whitworth. Він був закладений в Елсвіку, Ньюкасл, у квітні 1902 року, спущений на воду 25 вересня 1903 р. Його морські випробування почалися 17 грудня 1903 року; і він був введений в експлуатацію в квітні 1904 року. Він важив 3904 тонни; мав довжину 112 м при ширині 14,5 м і осадці 4,8 м; і спочатку був названий «Abdül Hamid» на честь османського султана Абдул-Гаміда II.

## Конструкція
Він мав дві швидкострільні гармати 150 мм L/45, вісім швидкострільних гармат 120 мм L/45, шість швидкострільних гармат 47 мм L/50, шість швидкострільних гармат 37 мм і два 457-мм торпедних апарати. «Гамідіє» оснащувався двома чотирициліндровими паровими двигунами з потрійним розширенням, які забезпечували максимальну швидкість 22,2 вузли.

## Історія служби

### Балканські війни
«Гамідіє» воював у Балканських війнах під командуванням капітана Рауфа Орбая і був єдиним османським кораблем, який відзначився в конфлікті. У листопаді 1912 року під час обстрілу болгарських позицій під час Першої Балканської війни «Гамідіє» було пошкоджено в битві при Каліакрі болгарським міноносцем «Дръзки». Торпеда пробила тримитрову пробоїна в носовій частині крейсера з правого борту, і вбито вісім чоловік. Хоча носова частина була здебільшого занурена, крейсер повернувся на базу для ремонту. 14 січня 1913 року «Гамідіє» під покровом ночі пройшов крізь грецьку морську блокаду Дарданелл і розпочав рейд на грецькі судна в Егейському морі. Наступного дня на Сіросі він потопив грецький допоміжний крейсер «Македонія» та обстріляв місто Ермуполіс. Звідти він вирушив у Бейрут і Порт-Саїд. Рейд «Гамідіє» та його здатність діяти у Середземним морем, атакувати судноплавство та знищувати різні кораблі та об'єкти, уникаючи переслідувачів, стали важливим чинником підйому морального духу засмученого поразками населення Османської імперії. Однак головна мета його вилазки, відволікти грецький броньований крейсер «Георгіос Авероф», щоб дати можливість османському флоту впоратися з рештою грецьких сил не була реалізована.

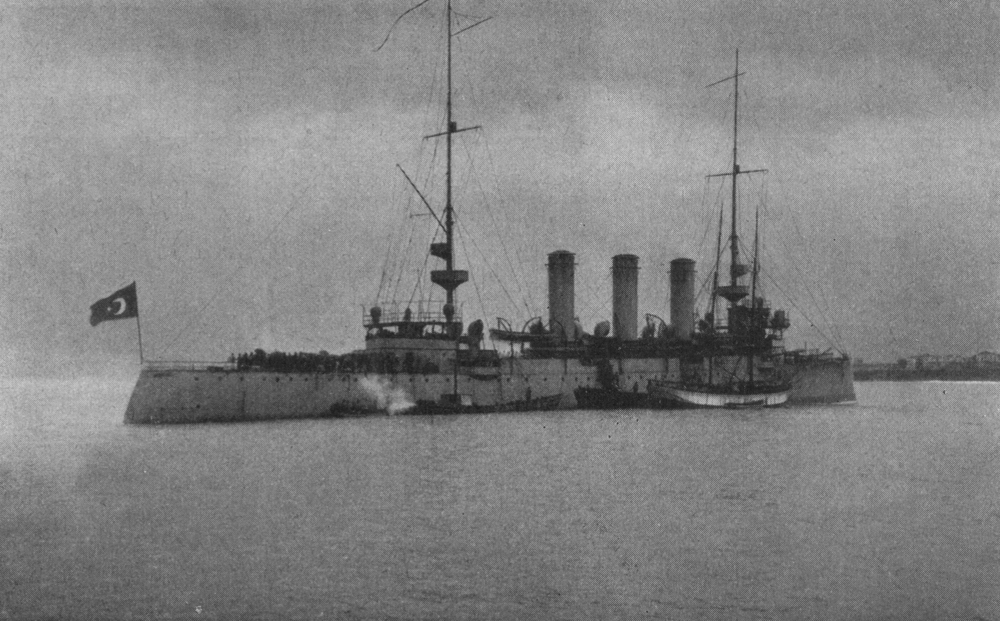
Османський крейсер «Гамідіє» в 1913 році.

Потім Орбай повів свій корабель для обстрілу грецьких і сербських позицій на узбережжі Албанії. 12 березня 1913 року«Гамідіє» атакував 13 грецьких торговельних суден, що вивантажували сербські війська (прямували з Салонік) у порту Сан-Джованні-ді-Медуа, Албанія. Крейсеру вдалося потопити або сильно пошкодити шість грецьких кораблів, а також пошкодити нейтральне австрійське судно. Корабель також обстріляв сербський військовий табір, але, пам'ятаючи про відсутність дружніх портів поблизу, де можна було б провести ремонт, Орбей вирішив збільшити відстань обстрілу до кількох кілометрів, коли пара сербських гірських гармат відкрила вогонь у відповідь з палуби торговельного судна «Трифімія». Це в поєднанні з поганою османською артилерією та обмеженими запасами снарядів врятувало союзників від подальшої шкоди. Весь цей інцидент викликав серйозні нарікання з боку сербів на відсутність захисту грецького флоту їхніх транспортних суден, що змусило греків супроводжувати подальші конвої броненосцем «Псара». Тим часом «Гамідіє» вдалося уникнути грецьких кораблів, посланих найогопошуки, і відпливти до Єгипту. Ще одна вилазка на південь від Криту призвела до захоплення ще одного грецького торгового судна, але повідомлення про грецькі військові кораблі поблизу Родосу змусили «Гамідіє», чиї котли були пошкоджені та не могли забезпечувати належну швидкість, шукати притулку в Червоному морі, де він простояв до кінця війни.

### Перша світова війна
Під час Першої світової крейсер воював проти флоту Російської імперії в Чорному морі та приєдналася до лінійного крейсера «Явуз Султан Селім» та легкого крейсера «Міділлі» над чорноморськими торговими шляхами та портами. Він брав участь у численних морських боях, неодноразово зазнавав ушкоджень. «Гамідіє» провів серію операцій разом з згаданими колишніми кораблями німецького флоту. 23 вересня 1914 року «Гамідіє» разом з «Явузом» відплив до Трабзону, щоб супроводити три транспорти. У листопаді крейсер обстріляв військові об'єкти у порту Туапсе. Корабель знову вийшов у січні 1915 року разом із «Міділлі». 9 січня два кораблі випадково зіткнулися з російським флотом біля Ялти. Під час короткого бою «Міділлі» один раз влучив у російський лінкор «Святий Євстафій». По поверненні їх переслідували кораблі російського флоту. Нещодавно відремонтований «Явуз» вийшов із Босфору, щоб прикрити прибуття «Гамідіє»та «Міділлі» та відбити переслідуючих росіян.